# Иван Опачак
Иван Опачак (Зеница, 23. април 1980) је бивши босанскохерцеговачки кошаркаш, а садашњи кошаркашки тренер. Играо је на позицији крила.

## Каријера
Каријеру је почео у Челику из Зенице а касније је још у неколико наврата играо за овај клуб. Поред Челика променио је још доста клубова. Са Широким је два пута био првак Босне и Херцеговине а освојио је један куп. Поред тога са Цедевитом је освојио и Куп Хрватске 2012. године. Од кошарке се опростио у јуну 2016. одигравши опроштајну утакмицу у Зеничкој арени.
Био је члан кошаркашке репрезентације Босне и Херцеговине на Европским првенствима 1999. и 2001. године.

## Успеси

### Клупски
- Широки:
  - Првенство Босне и Херцеговине (2): 2002/03, 2006/07.
  - Куп Босне и Херцеговине (1): 2006.

- Цедевита:
  - Куп Хрватске (1): 2012.